# Paracedicus geshur
Paracedicus geshur är en spindelart som beskrevs av Levy 2007. Paracedicus geshur ingår i släktet Paracedicus och familjen vattenspindlar.
Artens utbredningsområde är Israel. Inga underarter finns listade i Catalogue of Life.